# Епархия Сент-Клауда
Епархия Сент-Клауда (лат. Dioecesis Sancti Clodoaldi) — епархия Римско-Католической церкви с центром в городе Сент-Клауд, штат Миннесота, США. Епархия Сент-Клауда входит в митрополию Сент-Пола и Миннеаполиса. Кафедральным собором епархии Сент-Клауда является Собор Пресвятой Девы Марии.

## История
12 февраля 1875 года Святой Престол учредил Апостольский викариат Миннесоты, выделив его из епархии Сент-Пола.
22 сентября 1889 года Апостольский викариат Миннесоты был преобразован в епархию Сент-Клауда.
3 октября 1889 года епархия Сент-Клауда передала часть своей территории новой епархии Дулута.

## Ординарии епархии

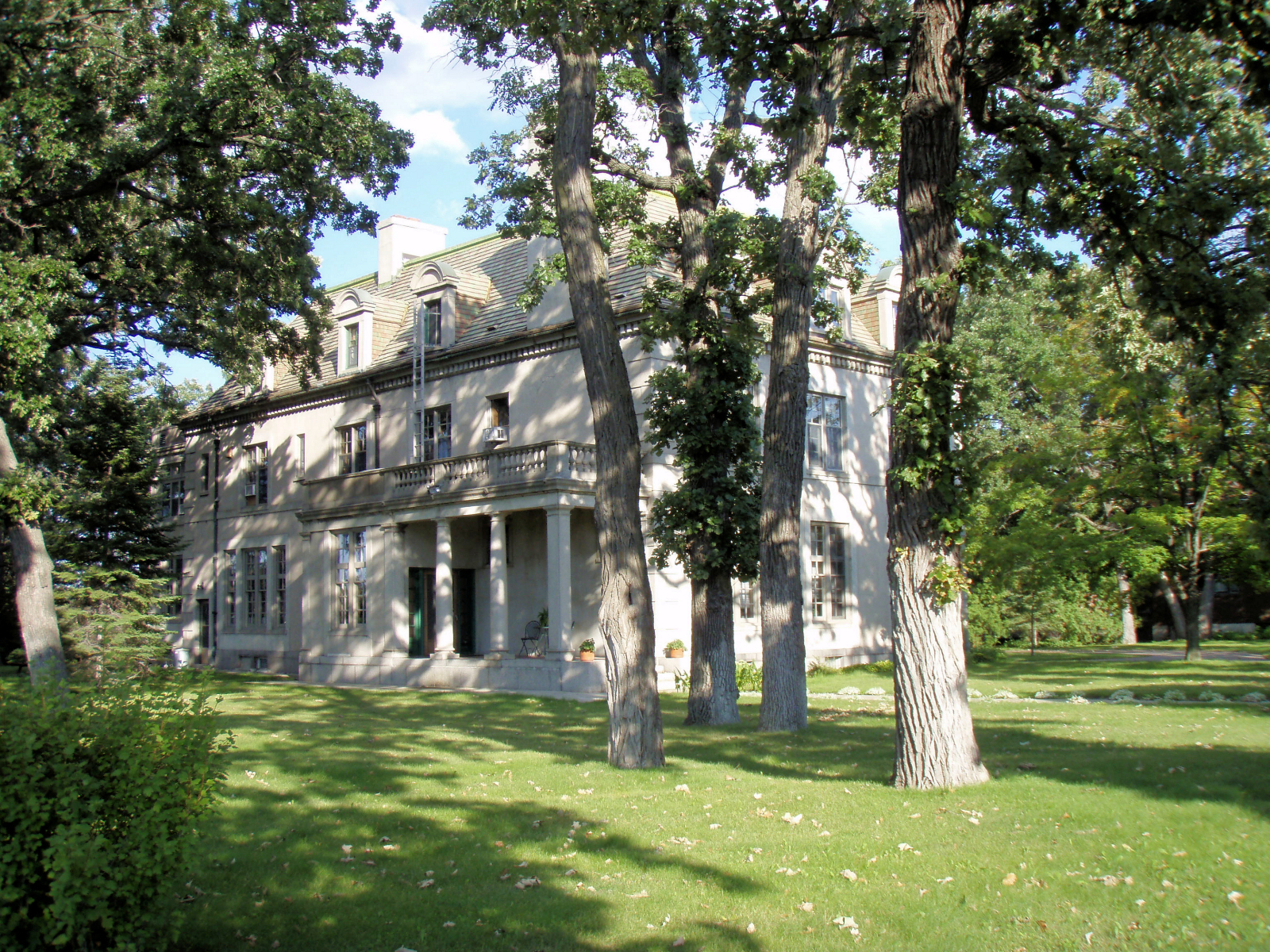
Исторический памятник «Дом епископа», Сент-Клауд, США

- епископ Руперт Зайденбуш[англ.], O.S.B. (12.02.1875 — 19.10.1888)
- епископ Джон Джозеф Фредерик Отто Зардетти[англ.] (22.09.1889 — 06.03.1894) — назначен архиепископом Бухареста
- епископ Мартин Марти[англ.], O.S.B. (21.01.1895 — 19.09.1896)
- епископ James Trobec (5.07.1897 — 15.04.1914);
- епископ Джозеф Фрэнсис Буш[англ.]  (19.01.1915 — 31.05.1953)
- епископ Peter William Bartholome (31.05.1953 — 31.01.1968);
- епископ George Henry Speltz (31.01.1968 — 13.01.1987);
- епископ Жером Джордж Ганус[англ.] (06.07.1987 — 23.08.1994) — назначен епископом-коадъютором, позднее архиепископом Дубьюка
- епископ Джон Фрэнсис Кинни[англ.] (09.05.1995 — 20.09.2013)
- епископ Дональд Джозеф Кеттлер (20.09.2013 — по настоящее время).

## Источник
- Annuario Pontificio, Libreria Editrice Vaticana, Città del Vaticano, 2003, ISBN 88-209-7422-3